# Doom (computerspel)
Doom (soms ook geschreven als DOOM of DooM, vanwege de opmaak van de titel.) is een first-person shooter computerspel uit 1993, ontwikkeld door id Software. Het is het eerste spel uit de gelijknamige franchise. Het spel is vooral bekend als een van de pioniers op het gebied van 3D-graphics voor computerspellen en multiplayerspellen via netwerken.
Het spel kwam oorspronkelijk uit voor de Personal Computer, maar is in de loop der jaren overgezet naar spelconsoles.

## Verhaal
Doom speelt zich af in het jaar 2115. De mens is bezig met het koloniseren van de planeet Mars en zijn manen Phobos en Deimos. Op de planeten zijn enkele complexen waar wetenschappelijke experimenten worden gehouden door de UAC. Wanneer een groep wetenschappers experimenteert met interdimensionale poorten breekt er paniek uit. "Something evil is coming out of the gates!" kunnen de Aardse luisteraars nog net horen voor de radioverbinding wegvalt.
De speler is een marinier in het spel. In het begin wordt hij naar Phobos gestuurd met een team mariniers om in te grijpen. Zijn teamgenoten gaan de basis in terwijl hij achterblijft om de uitgang te bewaken. Hij wacht gedurende een lange tijd, en dan hoort hij door zijn zender ineens een afschuwelijke slachtpartij. Zijn kameraden worden een voor een op gruwelijke wijze gedood door een dan nog onbekend gevaar. Hij laadt zijn pistool en loopt de basis binnen waar monsterlijk gegrom de aanwezigheid van iets duivels verraadt.
De experimenten hebben per ongeluk de poorten van de hel geopend. Daaruit zijn gruwelijke demonen gekomen die dood en verderf gezaaid hebben in de bases. De soldaten zijn verworden tot willoze zombies die nu zijn vijanden zijn. Hij zal ze allemaal moeten uitschakelen en de poorten weer moeten sluiten om de aarde te redden van een invasie. Het probleem is echter dat zijn voormalige kameraden alle sterke wapens al hebben meegenomen de basis in. Hij staat er dus alleen voor met enkel een pistool en zijn vuisten.

## Spel

### Levels
De opbouw van de levels in Doom is redelijk standaard. De speler baant zich een weg door eindeloze gangen en levensgevaarlijke hallen. Grauw beton, poelen vol radioactieve blubber en levensgevaarlijke plateaus geven perfect de troosteloze en sombere sfeer weer waarin hij zich begeeft.
De gameplay gaat om het vinden van de uitgang in ieder complex. Daarbij moet hij zich begeven door vele gangen en kamers vol levensgevaarlijke tegenstanders. Een klein beetje puzzelelement zit in het vinden van de juiste sleutels en schakelaars om de juiste deuren te openen. Ook is ieder level voorzien van geheime ruimtes waarin extra munitie, zwaardere wapens of een kogelwerend vest te vinden zijn. Naarmate hij dichter bij de poorten van de hel komt worden de complexen steeds geheimzinniger en naargeestiger. Er zijn ook enkele geheime levels te vinden.

### Wapens
In Doom loert het gevaar om elke hoek en aangezien de speler begint met slechts een pistool, is het raadzaam snel betere vuurwapens te vinden. Doom biedt de speler een ruime keuze aan wapens:
- Brass Knuckels: Wie zonder munitie zit, zal zich met zijn boksbeugel moeten redden.
- Chainsaw: Een kettingzaag met benzinemotor. De kettingzaag heeft een oneindige hoeveelheid brandstof. Hoewel de zaag veel schade doet moet de speler eerst binnen bereik van het monster komen.
- Pistol: Een eenvoudig pistool. Het enige vuurwapen dat hij in zijn bezit heeft als de speler begint. Het vuurt standaard kogels, maar richt weinig schade aan.
- Shotgun: Een 'pump-action' hagelgeweer. Het verbruikt grove hagelpatronen, 7 pellets per patroon en zeer dodelijk op korte afstand. Een van de populairste wapens in het spel.
- Chaingun: Een ketting aangedreven multi-loops snelvurend machinegeweer, ook wel 'chaingun' genoemd. Dit wapen gebruikt dezelfde standaard munitie als het pistool. Door de hoge vuursnelheid kan er echter een stuk meer schade worden gedaan met deze munitie dan met het pistool. Het wapen heeft meerdere lopen en deze lopen worden rondgedraaid. Hierdoor worden er per loop minder kogels per minuut afgevuurd, wat oververhitting voorkomt. Op deze manier is een hogere vuursnelheid mogelijk zonder dat de lopen oververhitten. Het is een uitstekend wapen tijdens een deathmatch, omdat de kogels niet ontweken kunnen worden.
- Rocket Launcher: De raketwerper vuurt in feite geen raketten, maar explosieve raketaangedreven granaten. Het wapen heeft een redelijk hoge vuursnelheid en doet veel schade per raket. De raketten zelf zijn echter niet zo snel, waardoor ze relatief makkelijk ontweken kunnen worden. Een ander nadeel is dat als een raket te dicht bij hem ontploft, de speler zelf ook (ernstig) gewond raakt.
- Plasma Rifle: Een automatisch snelvurend plasmageweer. Een krachtig wapen dat 1 energiecel per schot verbruikt. Door de hoge vuursnelheid kan een vrijwel constante straal van blauwe plasmaballen worden afgevuurd dat enorme schade aanricht. Waarschijnlijk het beste wapen tijdens een deathmatch.
- BFG 9000: Ook wel Bio Force Gun of Big Fuckin' Gun genoemd. Dit is het ultieme wapen van Doom. Het verbruikt in één schot 40 krachtcellen en vuurt een grote groene plasmabal. Het punt van inslag ondervindt de grootste schade. De vijanden die in het gezichtsveld van de speler staan worden tevens schade toegebracht. Het grootste nadeel van dit wapen is dat het een oplaadtijd heeft vóór het vuren. Een van de nadelen is natuurlijk ook dat het daardoor behoorlijk lang duurt voor het wapen een vijand raakt.

### Monsters
Het gevaar dat zich om elke hoek verscholen houdt bestaat veelal uit zombies en demonen die door de portalen uit de hel zijn gekomen. In Doom treft de speler de volgende monsters aan:
- Zombies: Zijn voormalige kameraden die gewapend zijn met pistolen en shotguns.
- Imp: Bruine wezens met stekels en de mogelijkheid om vuurballen richting de speler te gooien. Als de Imp dichtbij staat is hij ook in staat elektrische schokken toe te dienen.
- Demon (Pinky): Een monster met een groot stel kaken dat snel op de speler af komt rennen om hem aan te vallen.
- Spectre: Een onzichtbare demon, alleen zichtbaar doordat wat zich achter de Spectre bevindt er vervormd uitziet.
- Lost Soul: Rondvliegende, brandende schedels die zich voornamelijk in groepen op de speler storten.
- Cacodemon: Grote, rode, vliegende demonen met een gigantische mond waarmee ze vuurballen schieten en de speler bijten.
- Baron of Hell: Een grote op twee poten lopende demon die groene plasmabollen naar de speler werpt.
- Spider Mastermind: Het onderstel van een tank met een gigantisch stel hersenen en een chaingun erop. De eindbaas van de episode "Inferno".
- Cyberdemon: De sterkste demon uit het spel. Minstens 4 keer zo groot als de speler en een rocket launcher op zijn arm.

### Techniek

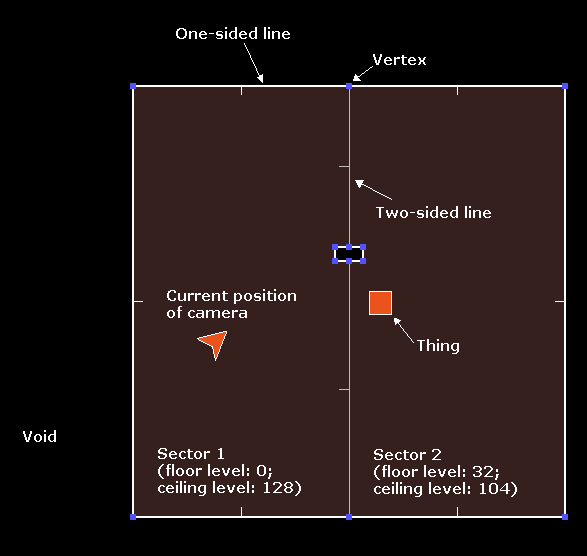
Structuur van een Doom-level.

De game engine van Doom maakt gebruik van het floodfill-algoritme om de vloeren en plafonds te tekenen. Doom was uniek in het opzicht dat het een van de eerste spellen was met realistische 3D-graphics. Ook waren de levels niet “vast”, maar interactief. Zo konden plateaus omhoog en omlaag bewegen en zo de speler helpen of hinderen in zijn tocht.

## Multiplayer
Doom was een van de eerste spellen die ook een multiplayeraspect heeft in de vorm van deathmatch. Hierin kunnen meerdere spelers tegelijk in een level spelen en zo elkaar bestrijden, of als team een ander team bestrijden.
Onder andere door deze multiplayer-mogelijkheid werden door de spelers veel nieuwe levels gemaakt. Dit was mogelijk doordat id Software de mogelijkheid gaf om editors te maken, waarmee deze levels gebouwd konden worden. Vele van deze nieuwe levels zijn uitgebracht in diverse cd-rom pakketten.

## Populariteit
Doom is tot op de dag van vandaag enorm bekend, vooral omdat mensen gratis een (shareware) versie konden spelen. Deze werd verspreid op diskettes. Indien men over een internetverbinding beschikte, kon men de demo ook downloaden. Doom was een van de eerste spellen waar fans op een relatief simpele manier, met behulp van een map editor, eigen kaarten konden maken en dat alle digitale kaartinformatie opsloeg in een WAD-bestand (WAD: Where's All the Data) dat makkelijk uitgewisseld kon worden. Mede door de hoge herspeelbaarheid en de grote bekendheid zorgde dit ervoor dat het spel een enorm succes werd.

## Platforms
| Jaar | Platform                                               |
| ---- | ------------------------------------------------------ |
| 1993 | DOS                                                    |
| 1994 | Jaguar, Linux, PC-98, SEGA 32X                         |
| 1995 | PlayStation, Windows                                   |
| 1996 | 3DO, SNES                                              |
| 1997 | SEGA Saturn                                            |
| 2001 | Game Boy Advance                                       |
| 2006 | Xbox 360                                               |
| 2012 | PlayStation 3                                          |
| 2015 | Xbox One (backwards compatibility)                     |
| 2019 | PlayStation 4, Nintendo Switch, XBox One, Android, iOS |

## Trivia
- Het spel is opgenomen in het boek 1001 Video Games You Must Play Before You Die van Tony Mott.